# Atletisme als Jocs Olímpics d'Estiu de 1928 - 4x100 metres relleus masculins

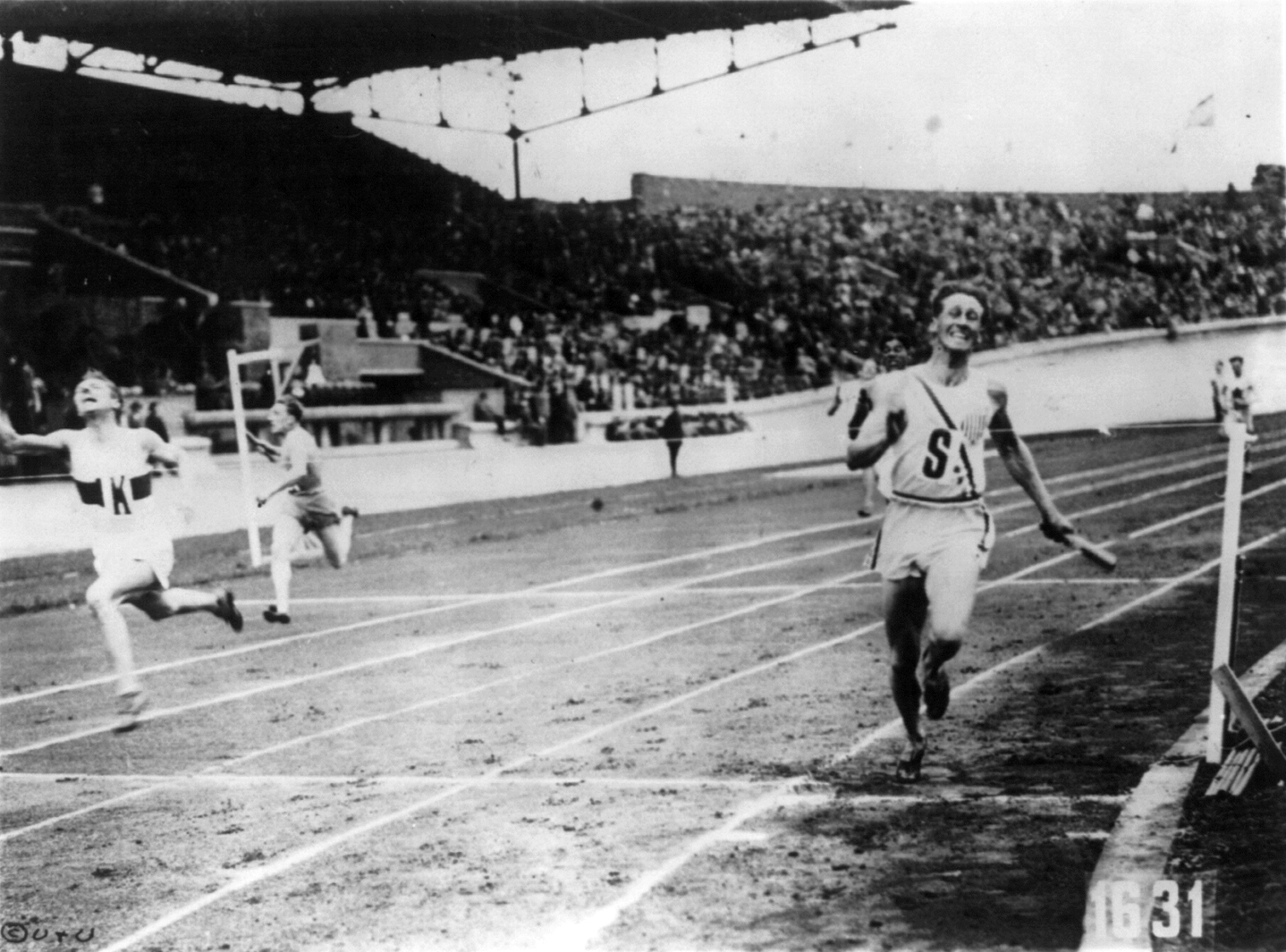
Imatge de la final de la prova de relleus amb la victòria dels Estats Units.

Els 4x100 metres relleus masculins va ser una de les proves del programa d'atletisme disputades durant els Jocs Olímpics d'Amsterdam de 1928. La prova es va disputar el 4 i 5 d'agost de 1928 i hi van prendre part 52 atletes de 13 nacions diferents.

## Medallistes
| Or                                                                     | Plata                                                                 | Bronze                                                              |
| Estats UnitsFrank Wykoff · James Quinn · Charles Borah · Henry Russell | AlemanyaGeorg Lammers · Richard Corts · Hubert Houben · Helmut Körnig | Regne UnitCyril Gill · Teddy Smouha · Walter Rangeley · Jack London |

## Resultats

### Sèries
Les sèries es van disputar el 4 d'agost de 1928. Els dos millors equips passaven a la final.
Sèrie 1
| Pos. | País       | Atletes                                                                        | Temps | Notes |
| ---- | ---------- | ------------------------------------------------------------------------------ | ----- | ----- |
| 1    | Canadà     | Ralph Adams, Johnny Fitzpatrick, Buck Hester, Percy Williams                   | 42.2  | Q     |
| 2    | Regne Unit | Cyril Gill, Teddy Smouha, Walter Rangeley, Jack London                         | 43.5  | Q     |
| 3    | Itàlia     | Giuseppe Castelli, Franco Reyser, Edgardo Toetti, Enrico Torre                 |       |       |
| 4    | Grècia     | Vangelis Moiropoulos, Konstantinos Petridis, Angelos Lambrou, Renos Frangoudis | 44.0  |       |
| 5    | Espanya    | Joan Serrahima, Diego Ordóñez, Fernando Muñagorri, Enrique de Chávarri         |       |       |

Sèrie 2
| Pos. | País     | Atletes                                                       | Temps | Notes |
| ---- | -------- | ------------------------------------------------------------- | ----- | ----- |
| 1    | França   | André Cerbonney, Gilbert Auvergne, André Dufau, André Mourlon | 41.8  | Q     |
| 2    | Alemanya | Georg Lammers, Richard Corts, Hubert Houben, Helmut Körnig    |       | Q     |
| 3    | Bèlgica  | Paul Brochart, Fred Zinner, Adolphe Groscol, Willy Dujardin   |       |       |

Sèrie 3
| Pos. | País         | Atletes                                                           | Temps | Notes |
| ---- | ------------ | ----------------------------------------------------------------- | ----- | ----- |
| 1    | Estats Units | Frank Wykoff, Jimmy Quinn, Charley Borah, Hank Russell            | 41.2  | Q     |
| 2    | Suïssa       | Emmanuel Goldsmith, Willy Weibel, Willy Tschopp, Hans Niggl       | 42.6  | Q     |
| 3    | Japó         | Iwao Aizawa, Seishichi Inuma, Shigetoshi Osawa, Chuhei Nanbu      |       |       |
| 4    | Turquia      | Semih Türkdoğan, Şinasi Şahingiray, Haydar Aşan, Mehmet Ali Aybar |       |       |
|      | Hongria      | Ferenc Gerő, János Paizs, István Sugár, István Raggambi           |       | DSQ   |

### Final
| Pos. | País         | Atletes                                                       | Temps | Notes |
| ---- | ------------ | ------------------------------------------------------------- | ----- | ----- |
| 1    | Estats Units | Frank Wykoff, Jimmy Quinn, Charley Borah, Hank Russell        | 41.0  | =WR   |
| 2    | Alemanya     | Georg Lammers, Richard Corts, Hubert Houben, Helmut Körnig    | 41.2  |       |
| 3    | Regne Unit   | Cyril Gill, Teddy Smouha, Walter Rangeley, Jack London        | 41.8  |       |
| 4    | França       | André Cerbonney, Gilbert Auvergne, André Dufau, André Mourlon | 42.0  |       |
| 5    | Suïssa       | Emmanuel Goldsmith, Willy Weibel, Willy Tschopp, Hans Niggl   | 42.6  |       |
|      | Canadà       | Ralph Adams, Johnny Fitzpatrick, Buck Hester, Percy Williams  |       | DSQ   |